# Jonas Åkerlund
Jonas Åkerlund (sinh ngày 10 tháng 11 năm 1965) là một đạo diễn phim và video âm nhạc người Thụy Điển, ngoài ra ông còn là một tay chơi trống. Tuy nhiên, ông nổi tiếng chủ yếu nhờ những video âm nhạc rất có phong cách của mình. Video cho bài hát "Ray of Light" mà ông thực hiện cho Madonna đã thắng một giải Grammy cho "Video âm nhạc ngắn xuất sắc nhất". Kể từ đó, ông hợp tác lâu dài với Madonna và thực hiện video cho nhiều tên tuổi nổi tiếng như Christina Aguilera, The Rolling Stones, Robbie Williams, P!nk, Maroon 5, Metallica, Britney Spears, Lady Gaga...

## Các video do ông làm đạo diễn
| 1988 "Bewitched" cho Candlemass 1992 "Så länge det lyser mittemot" cho Marie Fredriksson "Mellan sommar och höst" cho Marie Fredriksson 1993 "Fingertips '93" cho Roxette 1994 "Run To You" cho Roxette 1995 "A la ronde" cho Sinclair "Vulnerable" cho Roxette "Pay For Me" cho Whale 1996 "June Afternoon" cho Roxette "She Doesn't Live Here Anymore" cho Roxette "Un Dia Sin Ti" cho Roxette (Bản tiếng Tây Ban Nha của "Spending My Time") 1997 "Do You Wanna Be My Baby?" cho Per Gessle "James Bond Theme" cho Moby "Kix" cho Per Gessle "I Want You To Know" cho Per Gessle "Smack My Bitch Up" cho The Prodigy 1998 "Ray of Light" cho Madonna "My Favourite Game" cho The Cardigans "Turn the Page" cho Metallica 1999 "Whiskey in the Jar" cho Metallica "Wish I Could Fly" cho Roxette "Canned Heat" cho Jamiroquai "Anyone" cho Roxette "Corruption" cho Iggy Pop 2000 "The Everlasting Gaze" cho The Smashing Pumpkins "Music" cho Madonna "Porcelain" (bản 1) cho Moby "Try, Try, Try" cho The Smashing Pumpkins "Try" (Bản 15 phút của "Try, Try, Try") "Beautiful Day" (bản 1) cho U2 "Black Jesus" cho Everlast "Still" (bản 2: tóc trắng) cho Macy Gray 2001 "Gets Me Through" cho Ozzy Osbourne "Walk On" cho U2 "The Centre of the Heart" cho Roxette | 2002 "A Thing About You" cho Roxette "Lonely Road" cho Paul McCartney "Fuel For Hatred" cho Satyricon "Me Julie" cho Ali G và Shaggy "If I Could Fall In Love" cho Lenny Kravitz "Beautiful" cho Christina Aguilera 2003 "Beautiful Day" (bản 2: Eze) cho U2 "American Life" cho Madonna "Good Boys" cho Blondie "True Nature" cho Jane's Addiction "Come Undone" cho Robbie Williams "Sexed Up" cho Robbie Williams 2004 "I Miss You" cho blink-182 "Aim 4" cho Flint "Tits On The Radio" cho Scissor Sisters (internet video only) 2006 "Rain Fall Down" cho The Rolling Stones "Jump" cho Madonna "One Wish" cho Roxette "Mann gegen Mann" cho Rammstein "Country Girl" cho Primal Scream 2007 "Wake Up Call" cho Maroon 5 "Good God" cho Anouk "Same Mistake" cho James Blunt "Watch Us Work It" cho Devo 2008 "No. 5" cho Hollywood Undead "Undead" cho Hollywood Undead "Sober" cho P!nk 2009 "Paparazzi" cho Lady Gaga "When Love Takes Over" cho David Guetta và Kelly Rowland "We Are Golden" cho Mika "Celebration" cho Madonna "Pussy" cho Rammstein "Fresh Out the Oven" cho Jennifer Lopez "Ich tu dir weh" cho Rammstein (Won the 2011 Echo for best video national) 2010 "Telephone" cho Lady Gaga và Beyoncé "Superbad" cho Adrienne Bailon "Hot N' Fun" cho N*E*R*D và Nelly Furtado "Let Me Hear You Scream" cho Ozzy Osbourne "Who's That Chick?" cho David Guetta và Rihanna (Doritos Late Night Day & Night versions and David Guetta's video version) 2011 "Hold It Against Me" cho Britney Spears "Girl Panic" cho Duran Duran "Moves Like Jagger" cho Maroon 5 và Christina Aguilera "Yoü and I" cho Lady GaGa |